# Halit Ergenç

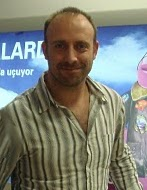
Halit Ergenç (2007)

Halit Ahmet Ergenç (* 30. April 1970 in Istanbul) ist ein türkischer Film- und Theaterschauspieler.
Er wurde als Sohn des Schauspielers Sait Ergenç geboren. Nach einem Studium an der Technischen Universität Istanbul und der Mimar-Sinan-Universität begann er ab 1996 mit seiner Karriere als Schauspieler.
Er ist verheiratet in der zweiten Ehe mit der Schauspielerin Bergüzar Korel und hat drei Kinder.
Im Frühjahr 2013 schloss er sich der Protestbewegung in der Türkei an und verhandelte mit Ministerpräsident Erdoğan.

## Filmografie

### Fernsehserien
- Babil (ab 2020)
- Vatanım sensin (ab 2016)
- Muhteşem Yüzyıl als Sultan Süleyman (ab 2011)
- Binbir gece (2006–2009)
- Aliye (2004)
- Dedem Gofret ve Ben 2000

### Filme
- Ali & Nino: Weil Liebe keine Grenzen kennt (2017)
- Dersimiz: Atatürk (2010) als Atatürk
- Acı Aşk (2009)
- Devrim Arabaları (2008)
- Das Netz 2.0 (2006)
- İlk Aşk (2006)
- Babam ve Oğlum (2005)